# Tommy Gorman

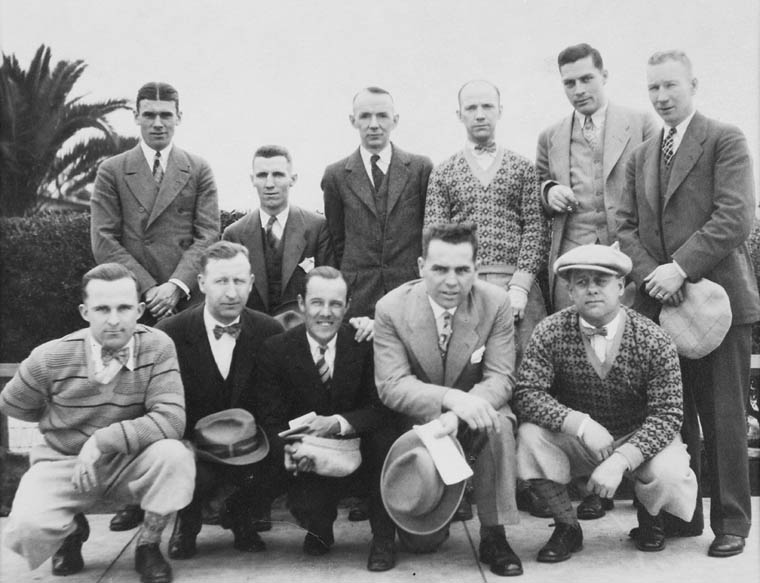
Tommy Gorman, tvåa från vänster i främre raden, med New York Americans i Tijuana, Mexiko, i april 1926.

Thomas Patrick Gorman, född 9 juni 1886 i Ottawa, Ontario, död 15 maj 1961 i Ottawa, var en kanadensisk ishockeytränare och sportdirektör samt olympisk guldmedaljör i lacrosse.

## Karriär
Tommy Gorman tränade New York Americans, Chicago Black Hawks och Montreal Maroons i NHL under åtta säsonger mellan åren 1925–1938. 1934 och 1935 vann han Stanley Cup som tränare för Chicago Black Hawks respektive Montreal Maroons.
Som sportdirektör var Gorman framgångsrik ledare för Ottawa Senators, New York Americans, Chicago Black Hawks samt Montreal Canadiens.
Gorman valdes in i Hockey Hall of Fame 1963.

## Tränarstatistik
M = Matcher, V = Vinster, F = Förluster, O = Oavgjorda, P = Poäng, Div. = Divisionsresultat
| Lag                 | Säsong  | Grundserie | Grundserie | Grundserie | Grundserie | Grundserie | Grundserie              | Slutspel                  |
| Lag                 | Säsong  | M          | V          | F          | O          | P          | Div.                    | Resultat                  |
| ------------------- | ------- | ---------- | ---------- | ---------- | ---------- | ---------- | ----------------------- | ------------------------- |
| New York Americans  | 1925–26 | 36         | 12         | 20         | 4          | 28         | 4:a i NHL               | –                         |
| New York Americans  | 1928–29 | 44         | 19         | 13         | 12         | 50         | 2:a i Canadian Division | Förlorade i första rundan |
| Chicago Black Hawks | 1932–33 | 25         | 8          | 11         | 6          | 22         | 4:a i American Division | –                         |
| Chicago Black Hawks | 1933–34 | 48         | 20         | 17         | 11         | 51         | 2:a i American Division | Vann Stanley Cup          |
| Montreal Maroons    | 1934–35 | 48         | 24         | 19         | 5          | 53         | 2:a i Canadian Division | Vann Stanley Cup          |
| Montreal Maroons    | 1935–36 | 48         | 22         | 16         | 10         | 54         | 1:a i Canadian Division | Förlorade i första rundan |
| Montreal Maroons    | 1936–37 | 48         | 22         | 17         | 9          | 53         | 1:a i Canadian Division | Förlorade i andra rundan  |
| Montreal Maroons    | 1937–38 | 30         | 6          | 19         | 5          | 17         | 4:a i Canadian Division | –                         |
| Totalt              | Totalt  | 327        | 133        | 132        | 62         | 328        |                         |                           |